# Caridarctia albicancellata
Caridarctia albicancellata är en fjärilsart som beskrevs av Hermann Burmeister 1878. Caridarctia albicancellata ingår i släktet Caridarctia och familjen björnspinnare. Inga underarter finns listade i Catalogue of Life.